# Psaliodes apostata
Psaliodes apostata är en fjärilsart som beskrevs av Paul Dognin 1911. Psaliodes apostata ingår i släktet Psaliodes och familjen mätare. Inga underarter finns listade i Catalogue of Life.